# Jean Ier de Luxembourg-Ligny
Pour les articles homonymes, voir Jean de Luxembourg et Roussy.
Jean Ier de Luxembourg, né vers 1300, mort le 17 mai 1364 à Londres au lendemain de la bataille de Cocherel, fut seigneur de Ligny-en-Barrois, de Roussy et de Beauvoir de 1354 à 1364. Il était fils de Waléran II, seigneur de Ligny, et de Guyotte de Lille. Son nom vient du fait qu'il était un descendant de 3ème génération de Henri V, comte de Luxembourg, appartenant donc à la branche française de la maison de Luxembourg.

## Union et postérité
Il épousa en 1330 Alix de Dampierre (1312 † 1346), dame de Richebourg et d'Ailly, fille de Guy de Richebourg, seigneur de Richebourg, d'Armentières, d'Ailly et de Houdan (fils puîné de Guillaume), et de Béatrice de Putten, la seconde épouse de Guy de Richebourg (plutôt que de Marie d'Enghien fille de Gérard II d'Enghien-Zotteghem, dite par certaines sources la première femme de Guy), et il eut :
- Guy (1340 † 1371) comte de Ligny, seigneur de Roussy, de Beauvoir, de Richebourg et d'Ailly, comte de St-Pol par son mariage avec la comtesse Mahaut de Châtillon-St-Pol, sœur de Guy ci-dessous ;
- Jean († 1360), seigneur de Roussy ;
- Jean (1342 † 1373), archevêque de Mayence (1371-1373) ;
- Henri (1344 † 1366) chanoine à Cologne et Cambrai ;
- Waléran, cité en 1347 ;
- Jacques ;
- Jeanne († 1392), comtesse de Faucquenberghe, mariée à :
  1. Guy de Châtillon († 1360), comte de Saint-Pol,
  2. Guy VIII († 1427), baron de La Rochefoucauld ;
- Marie dame de Houdan (1337 † 1376/1382), mariée à Henri V de Vaudémont (1327 † 1365), sire de Joinville, comte de Vaudémont ;
- Philippote († 1359), mariée à Raoul, sire de Reineval ;
- Catherine († 1366), mariée à Daniel de Halewyn († 1365).

Veuf, il se remaria une nouvelle fois avec Jeanne Bacon, dame de Molay Bacon, fille de Roger VI Bacon, seigneur de Molay Bacon et baron de Normandie, mais ils n'eurent point de descendant.